# 곰사당
곰사당은 대한민국 충청남도 공주시 웅진동 452-3에 있는 사당이다. 공주시의 향토문화유적(기념물) 제2호로 지정되었다.

## 개요
곰나루는 공주의 옛 지명으로 원래는 '고마나루'라고 불렀으며, 한자로는 '웅진(熊津)'이라 한다. 이 곳을 곰나루라고 부르게 된 데에는 처녀곰과 나무꾼 총각에 얽힌 아름답고도 슬픈 전설이 전해 내려오고 있다. 실제로 곰나루의 북쪽에 솟아 있는 연미산 중턱에는 전설 속의 곰이 살았다는 동굴이 곰나루를 내려다보고 있다. 곰나루 전설 이후 마을에서는 곰의 원한을 풀고 마을의 안녕을 기원하기 위하여 나루터 인근에 곰사당을 짓고 제사를 지내왔다.
이 일대에는 원래 금강의 수신에게 제사를 올리던 웅신단(熊神壇) 터가 남아 있는데, 백제시대부터 조선시대에 이르기까지 공식적인 국가의 제사 공간이었으며, 일반 서민들의 주요 생활터이자 수상교통로로써 민중의 정서와 애환이 짙게 서려있는 역사적 가치가 큰 곳이다. 곰사당과 관련된 실제 곰상은 공주 박물관에 전시되어 있다.

## 같이 보기
- 공주 고마나루 - 명승 제21호